# Uropígio
O uropígio é o apêndice triangular que recobre as vértebras caudais das aves, onde se inserem as penas da cauda.